# 1956-os Formula–1 belga nagydíj
Az 1956-os Formula–1-es világbajnokság negyedik futama a belga nagydíj volt.

## Futam
Ezen a futamon összesen tizenöt versenyző indult. Juan-Manuel Fangio részére egy új Ferrari érkezett, de miután kipróbálta, átadta Peter Collinsnak, aki ezzel megnyerte a versenyt. Fangio autójának hátsóhídja és differenciálműve a 23. körben tönkrement. Stirling Moss vezetett a tizedik körig, ekkor bal hátsó kereke elszabadult, csak lélekjelenléte mentette meg egy tragikus bukástól. Átült Perdisa autójába és a harmadik helyen ért célba, Paul Frère mögött.
|    | Rsz. | Versenyző                    | Csapat         | Körök | Idő/Kiesések      | Rajthely | Pontok |
| -- | ---- | ---------------------------- | -------------- | ----- | ----------------- | -------- | ------ |
| 1  | 8    | Peter Collins                | Ferrari        | 36    | 2:40'00,3         | 3        | 8      |
| 2  | 6    | Paul Frère                   | Ferrari        | 36    | +1'51,3           | 8        | 6      |
| 3  | 34   | Cesare Perdisa Stirling Moss | Maserati       | 36    | +3'16,6           | 9        | 2 3    |
| 4  | 10   | Harry Schell                 | Vanwall        | 35    | +1 Kör            | 6        | 3      |
| 5  | 22   | Luigi Villoresi              | Maserati       | 34    | +2 Kör            | 11       | 2      |
| 6  | 20   | André Pilette                | Ferrari        | 33    | +3 Kör            | 16       |        |
| 7  | 32   | Jean Behra                   | Maserati       | 33    | +3 Kör            | 4        |        |
| 8  | 24   | Louis Rosier                 | Maserati       | 33    | +3 Kör            | 10       |        |
| Ki | 2    | Juan Manuel Fangio           | Ferrari        | 23    | Váltó/erőátvitel  | 1        |        |
| Ki | 12   | Maurice Trintignant          | Vanwall        | 11    | Üzemanyagrendszer | 7        |        |
| Ki | 30   | Stirling Moss                | Maserati       | 10    | Kerék             | 2        |        |
| Ki | 4    | Eugenio Castellotti          | Ferrari        | 10    | Váltó/erőátvitel  | 5        |        |
| Ki | 28   | Piero Scotti                 | Connaught-Alta | 10    | Motor             | 12       |        |
| Ki | 26   | Horace Gould                 | Maserati       | 2     | Váltó             | 15       |        |
| Ki | 36   | Paco Godia                   | Maserati       | 0     | Baleset           | 13       |        |

### Statisztikák
- Peter Collins 1. GP győzelme, Juan Manuel Fangio 21. pole-pozíciója (R), Stirling Moss 4. leggyorsabb köre.
- Ferrari 22. GP győzelme
- A versenyben vezettek:
  - Stirling Moss 4 kör (1-4)
  - Juan Manuel Fangio 19 kör (5-23)
  - Peter Collins 13 kör (24-36)

Paul Frère utolsó versenye.